# La Lettre inachevée (film, 1960)
Pour les articles homonymes, voir La Lettre inachevée.
Pour plus de détails, voir Fiche technique et Distribution.
La Lettre inachevée (ou La Lettre non envoyée ; titre original : Неотправленное письмо, Neotpravlennoe pismo) est un film soviétique en noir et blanc réalisé par Mikhaïl Kalatozov, sorti en 1960. Il est produit par les studios Mosfilm.
Ce film est le deuxième des trois films que Kalatozov réalisa avec son chef opérateur, Sergueï Ouroussevski. Le sujet est inspiré de la nouvelle éponyme de Valeri Ossipov.

## Trame
Konstantin dirige l'expédition géologique Octahedron, dont le but est d'identifier des gisements de diamants en Sibérie pour le compte de l'État. Konstantin démarre l'écriture d'une lettre à Vera, sa compagne, pour lui raconter le déroulement de son expédition estivale en compagnie de trois autres géologues. Sergueï est un homme de terrain aguerri qui en est à sa dixième expédition tandis qu'Andreï et Tatiana sont un jeune couple de chercheurs.
Un jour, Andreï découvre une lettre d'amour écrite par Sergueï à Tatiana, mais il ne comprend pas qu'elle en est la destinataire. Par ailleurs, la quête de diamants dans les eaux du fleuve se révèle infructueuse alors que l'été touche déjà à sa fin. Plutôt que de repartir, Konstantin décide d'approfondir les recherches en creusant désormais la terre à coups de pioche. Face à l'échec patent de ce travail harassant, Konstantin doute de sa mission malgré sa confiance dans les études scientifiques qui montrent que le sol de la région devrait être riche en pierres rares. Puis, un jour, Tatiana découvre un diamant. L'équipe fête cette découverte dans la joie et l'allégresse.
Konstantin poursuit la rédaction de sa lettre, affirmant qu'elle fera mille pages lorsqu'il la remettra en mains propres à sa femme. Mais une nuit, tout bascule : un incendie se déclare dans la forêt et les géologues doivent fuir. En voulant récupérer un bateau, Sergueï prend des risques dans une zone où l'incendie fait rage : un arbre chute et le tue sur le coup. Les appels radio lancés par Konstantin restent infructueux : la radio peut encore recevoir des messages mais ne peut plus en émettre. Face au silence radio du groupe Octahedron, une équipe de secours est envoyée à leur recherche par avion. L'information est diffusée sur les ondes et les trois survivants savent qu'ils devraient être secourus, mais l'opération de secours est un échec à cause de la fumée de l'incendie qui empêche toute visibilité. En parallèle, Andreï, qui transporte la radio, se blesse et peine désormais à se déplacer. La radio, trop lourde, est abandonnée. Les survivants n'ont plus aucun contact avec l'extérieur.
Konstantin poursuit sa lettre pour narrer la suite de l'expédition à Vera. La blessure d'Andreï s'aggrave et il doit désormais être transporté sur un brancard de fortune à travers un paysage chaotique sur lequel Tatiana trébuche à plusieurs reprises. Andreï demande à être laissé sur place mais ses deux amis refusent. Un soir, Andreï demande à Konstanin de cueillir une fleur pour l'offrir à Tatiana car il s'agit de son anniversaire. Après quelques mots à Tatiana, Andreï fait mine de s'endormir. La nuit tombe. Au matin, Konstantin et Tatiana trouvent un mot laissé par Andreï qui est parti seul dans la forêt malgré sa blessure pour y mourir et éviter aux deux autres de le porter. Il demande dans son message à ne pas être recherché, mais Tatiana, qui l'aime désespérément, arpente la forêt jusqu'à l'épuisement en criant son nom, en vain.
Konstantin et de Tatiana n'ont d'autre choix que de poursuivre leur expédition pour essayer de rejoindre la civilisation malgré l'épuisement, la fatigue et le manque de nourriture. En aventuriers courageux, les deux survivants refusent de se laisser abattre. Arrive l'automne puis l'hiver glacial. L'épuisement est à son comble. Un jour, une tempête de neige survient : c'en est trop pour Tatiana qui s'effondre et meurt dans les bras de Konstantin.
Seul survivant au milieu d'un paysage infiniment blanc, Konstantin poursuit seul son chemin avec la ferme volonté de remettre entre de bonnes mains la carte où est indiqué l'emplacement du gisement de diamants découvert par son équipe. Par chance, il atteint un fleuve. Il construit un radeau de fortune, termine sa lettre et se laisse porter à bout de forces par le courant. Dans une dernière vision, Vera lui apparaît et lui affirme que la carte qu'il porte sera retrouvée et qu'une mine sera construite en l'honneur des quatre expéditeurs à l'endroit où Tatiana a découvert le diamant. Konstantin continue de dériver jusqu'à ce que son radeau s'échoue contre un bloc de glace sur le fleuve. Une équipe de sauvetage arrive peu après par hélicoptère. Deux hommes en descendent et retrouvent la carte dans une poche de son manteau. Un médecin ausculte le corps : par miracle, Konstantin n'est pas mort et ouvre les yeux.

## Fiche technique
- Titre français : La Lettre inachevée
- Titre original : Neotpravlennoe pismo (Неотправленное письмо)
- Réalisation : Mikhaïl Kalatozov
- Scénario : Viktor Rozov, Grigori Koltounov, Valeri Ossipov
- Photographie : Sergueï Ouroussevski
- Chef décorateur : David Vinitski (ru)
- Assistant réalisateur : Bela Friedman
- Caméraman : Piotr Terpsikhorov, Youri Zoubov
- Compositeur : Nikolaï Krioukov
- Son : Valeri Popov
- Montage : N.Anikina
- Maquillage : M.Maslova
- Costumier : Lydia Naumova
- Rédaction : Youri Chevkounenko
- Producteur exécutif : Viktor Tsiroule
- Société de production : Mosfilm
- Pays d'origine : URSS
- Format : Noir et blanc - 1.37 : 1 - Mono - 35 mm
- Genre : Film dramatique
- Durée : 97 minutes
- Langue : russe[5]
- Dates de sortie : 
  -  Union soviétique : 27 juin 1960

## Distribution
- Innokenti Smoktounovski : Constantin Sabinine
- Tatiana Samoïlova : Tania
- Vassili Livanov : Andreï
- Evgueni Ourbanski : Sergueï Stepanovitch, guide dans la taïga
- Galina Kojakina (ru) : Vera, femme de Sabinine
- Boris Kojoukhov : épisode (non crédité)

## Distinctions
Le film a été présenté en sélection officielle en compétition au Festival de Cannes 1960.